# لیلیانا کاستوا
لیلیانا کاستوا (انگلیسی: Liliana Kostova؛ زادهٔ ۱۵ مارس ۱۹۸۸) بازیکن فوتبال اهل بلغارستان است.
وی همچنین در تیم ملی فوتبال Bulgaria بازی کرده‌است.